# 안단
안단(安端, ? ~ 1674년?)은 병자호란 당시에 청나라에 끌려가던 조선인 포로이다. 그는 병자호란 당시 청군에 포로로 잡혀 선양을 거쳐 베이징으로 끌려가서 노예로 살게된다. 1674년 주인이 행방불명되자 포로로 잡혀간지 37년 만에 조선으로 탈출을 시도했다. 산해관을 지나 봉황성(鳳凰城)을 거쳐 압록강의  중강까지 오는 데 성공했다. 하지만 의주분유에게 입국하게 해달라는 그의 간청에도 불구하고,의주부윤은 그를 결박하여 봉황성으로 압송했다.청나라의 힐문을 의식한 조치였다.입국을 거부당하고 봉황성으로 끌려가던 안단은 “고국 땅을 그리는 정이 늙을수록 더욱 간절한데 나를 죽을 곳으로 빠뜨린다.”며 울부짖었다. 의주부윤에 의해 다시 청나라로 끌려간 안단은 도망죄로 사형에 처해졌을 것으로 추정된다.